# Prolophota bisignata
Prolophota bisignata är en fjärilsart som beskrevs av George Francis Hampson. Prolophota bisignata ingår i släktet Prolophota och familjen nattflyn. Inga underarter finns listade i Catalogue of Life.